# ناحیه بامباما
ناحیه بامباما (به لاتین: Bambama District) یک ناحیه در جمهوری کنگو است که در منطقه لکومو واقع شده‌است.